# Basaltos das ilhas oceânicas
Basaltos de ilha oceânica (em inglês, Ocean Island Basalts, OIBs) são um tipo de basalto eruptado dentro dos oceanos, principalmente em regiões intraplaca. O vulcanismo de OIBs contrasta com os outros principais tipos de vulcanismo nas bacias oceânicas que ocorrem junto ao limite de placas tectônicas: basaltos de cadeia meso-oceânica (em inglês, Mid-Ocean Ridge Basalts, MORBs), eruptados em limites de placas divergentes; e vulcanismo de zonas de arco ou subducção, onde lavas são formadas em associação com subducção nos limites de placas convergentes. OIBs são eruptados, geralmente, em hotspots vulcânicos, que correspondem à localização na superfície de plumas mantélicas ascendentes.

## Geoquímica de OIB's
A geoquímica dos basaltos das ilhas oceânicas é útil para estudar as estruturas química e física do manto terrestre. Acredita-se que algumas plumas do manto, que alimentam as lavas de vulcanismo de hotspots, se originam na profundidade do limite núcleo-manto (~ 2900 km). A composição dos basaltos das ilhas oceânicas em hotspots fornece uma janela para a composição dos domínios do manto no conduto da pluma que derreteu para produzir os basaltos, fornecendo assim pistas de como e quando diferentes reservatórios no manto se formaram.
Os primeiros modelos conceituais para a estrutura geoquímica do manto argumentavam que ele era dividido em dois reservatórios: mantos superior e inferior. O manto superior foi considerado geoquimicamente esgotado, devido à extração de melt que formou os continentes. O manto inferior era considerado homogêneo e “primitivo” – primitivo, neste caso, refere-se ao material silicatado que não foi modificado por extração de melt ou misturados com materiais subductados, desde a acresção e formação do núcleo da Terra. A tomografia sísmica mostrou placas subduzidas passando pelo manto superior e entrando no manto inferior, o que indica que o manto inferior não pode ser isolado.  Além disso, a heterogeneidade isotópica observada em basaltos de ilhas oceânicas derivados da pluma argumenta contra um manto inferior homogêneo.
Isótopos radiogênicos pesados são uma ferramenta particularmente útil para estudar a composição das fontes mantélicas, já que as razões isotópicas não são sensíveis à fusão parcial do manto. Isso significa que, a proporção isotópica radiogênica pesada de um melt, que sobe e se torna uma rocha vulcânica na superfície terrestre, reflete a proporção isotópica da fonte do manto no momento da fusão parcial. Os sistemas de isótopos radiogênicos pesados mais bem estudados em basaltos de ilhas oceânicas são: 87Sr/86Sr; 143Nd/144Nd; 206Pb/204Pb; 207Pb/204Pb; 208Pb/204Pb; 176Hf/177Hf e; mais recentemente, 187Os/188Os. Em cada um desses sistemas, um isótopo pai radioativo com meia-vida longa decai para um isótopo filho radiogênico. Mudanças na razão pai/filho por, por exemplo, fusão parcial do manto, resultam em mudanças nas razões isotópicas radiogênicas. Assim, esses sistemas isotópicos radiogênicos são sensíveis ao timing e ao grau da razão pai/filho fracionada, que então informa o processo responsável por gerar heterogeneidade isotópica radiogênica observada em basaltos de ilhas oceânicas. Na geoquímica do manto, qualquer composição com 87Sr/86Sr relativamente baixo e 143Nd/144Nd e 176Hf/177Hf elevados, é referida como "esgotada geoquimicamente". Alto 87Sr/86Sr e baixo 143Nd/144Nd e 176Hf/177Hf, é referido como "enriquecido geoquimicamente". Razões isotópicas relativamente baixas de Pb em rochas derivadas do manto são descritas como não radiogênicas; proporções relativamente altas são descritas como radiogênicas.
Esses sistemas isotópicos forneceram evidências de um manto inferior heterogêneo. Existem vários “domínios de manto”, ou membros finais distintos que aparecem no registro de basalto das ilhas oceânicas. Quando plotados em um espaço multi-isótopo, os basaltos das ilhas oceânicas tendem a formar matrizes que vão de uma composição central a um membro final, com uma composição extrema. O Manto Depletado (DM) é um membro final e é definido por baixo 87Sr/86Sr; 206Pb/204Pb; 207Pb/204Pb; 208Pb/204Pb; e alto 143Nd/144Nd e 176Hf/177Hf. O DM é, portanto, depletado geoquimicamente e relativamente não radiogênico. As dorsais meso-oceânicas amostram passivamente o manto superior e os MORBs são tipicamente empobrecidos geoquimicamente e, portanto, é amplamente aceito que o manto superior seja composto principalmente de manto empobrecido. Assim, o termo Manto MORB Depletado (DMM) é frequentemente usado para descrever o manto superior que origina o vulcanismo da dorsal meso-oceânica. Basaltos de ilhas oceânicas também amostram domínios de manto empobrecidos geoquimicamente. Na verdade, a maioria dos basaltos de ilhas oceânicas estão geoquimicamente esgotados e menos de 10% dos basaltos de ilhas oceânicas têm lavas que se estendem a composições geoquimicamente enriquecidas.
Existem dois domínios geoquimicamente enriquecidos, denominados Manto Enriquecido I (EMI) e Manto Enriquecido II (EMII). Embora amplamente semelhantes, existem algumas distinções importantes entre eles. EMI tem 206Pb/204Pb não radiogênico, 87Sr/86Sr moderadamente alto e 143Nd/144Nd e 176Hf/177Hf mais baixos do que EMII. O Arquipélago de Tristão da Cunha representa as localidades-tipo de EMI. EMII é definido por 87Sr/86Sr mais alto do que EMI, e mais 143Nd/144Nd e 176Hf/177Hf em um determinado valor de 87Sr/86Sr e intermediário 206Pb/204Pb. Samoa e o Arquipélago da Sociedade são as localidades EMII arquetípicas.
Outro domínio de manto distinto é o manto HIMU. Na geoquímica de isótopos, a letra grega µ (ou mu) é usada para descrever o 238U/204Pb, de modo que ‘alto µ’ (abreviado HIMU) descreve uma alta razão 238U/204Pb. Com o tempo, conforme o 238U decai para 206Pb, os materiais HIMU da Terra se desenvolvem particularmente 206Pb/204Pb radiogênicos (altos). Se um material da Terra tem elevado 238U/204Pb (HIMU), então também terá elevado 235U/204Pb e, portanto, produzirá composições de Pb radiogênicas para ambos os sistemas isotópicos 206Pb/204Pb e 207Pb/204Pb (238U decai para 206Pb, 235U decai para 207Pb). Da mesma forma, os materiais terrestres com alto U/Pb também tendem a ter alto Th/Pb e, portanto, evoluem para ter alto 208Pb/204Pb (232Th decai para 208Pb). Basaltos de ilhas oceânicas com 206Pb/204Pb, 207Pb/204Pb e 208Pb/204Pb altamente radiogênicos são produtos dos domínios do manto HIMU. Santa Helena e várias ilhas no lineamento vulcânico Cook-Austral (por exemplo, Mangaia) são as localidades-tipo para basaltos de ilhas oceânicas HIMU.
O domínio final do manto discutido aqui é a composição comum que os basaltos das ilhas oceânicas tendem a seguir em multi-espaço isotópico radiogênico. Esta também é a fonte de manto mais prevalente em basaltos de ilhas oceânicas e tem 87Sr/86Sr, 143Nd/144Nd e 176Hf/177Hf intermediário a geoquimicamente esgotado, bem como o intermediário 206Pb/204Pb, 207Pb/204Pb e 208Pb/204Pb. Este domínio do manto central tem vários nomes, cada um com implicações ligeiramente diferentes. Manto Prevalente (PREMA) foi o primeiro termo cunhado por Zindler e Hart (1986) para descrever a composição mais comum amostrada por basaltos de ilhas oceânicas. Hart et al. (1992), mais tarde, denominou a localização da interseção das composições de basalto de ilhas oceânicas em multi-espaço isotópico radiogênico como Zona de Foco (FOZO). Farley et al. (1992), no mesmo ano, descreveram um alto componente 3He/4He – assinatura geoquímica primitiva – em plumas como Manto de Hélio Primitivo (PHEM). Finalmente, Hanan e Graham (1996) usaram o termo “C” – para componente comum – para descrever um componente de mistura comum em rochas derivadas do manto.
A presença de um domínio de manto particular em basaltos de ilhas oceânicas de dois hotspots, sinalizados por uma composição isotópica radiogênica particular, não indica necessariamente que plumas de manto com composições isotópicas semelhantes são provenientes do mesmo reservatório físico no manto profundo. Em vez disso, acredita-se que os domínios do manto com composições isotópicas radiogênicas semelhantes amostradas em locais de hotspots diferentes compartilhem histórias geológicas semelhantes. Por exemplo, acredita-se que os hotspots EMII de Samoa e da Sociedade tenham uma fonte de manto que contém a crosta continental superior reciclada, uma ideia que é apoiada por observações de isótopos estáveis, incluindo δ18O e δ7Li. As semelhanças isotópicas não implicam que Samoa e a Sociedade tenham a mesma fonte de manto físico, como evidenciado por seus arranjos ligeiramente distintos em multiespaço isotópico radiogênico. Assim, os pontos de acesso que são categorizados como "EMI", "EMII", "HIMU" ou "FOZO", podem ter amostras fisicamente distintas, mas composicionalmente semelhantes, porções do manto. Além disso, algumas cadeias de hotspots hospedam lavas com ampla gama de composições isotópicas, de modo que a fonte da pluma parece amostrar vários domínios que podem ser amostrados em momentos diferentes na evolução vulcânica de um hotspot.

## Localização

Cadeias de ilhas e o número de ilhas associadas àquela cadeia entre parênteses: 1. Amsterdã-São Paulo (2); 2. Ascensão (1); 3. Austral-Cook (12); 4. Açores (10); 5. Balleny (2); 6. Bouvet (1); 7. Linha dos Camarões (5); 8. Ilhas Canárias (8); 9. Cabo Verde (10); 10. Caroline (10); 11. Cocos (1); 12. Comoros (5); 13. Crozet (4); 14. Desertas (3); 15. Desventuradas (3); 16. Monte Pascoal (1); 17. Fernando de Noronha (1); 18. Galápagos (23); 19. Cadeia de Gough (1); 20. Guadalupe (1); 21. Havaí (12); 22. Heard (1); 23. Islândia (4); 24. Jan Mayen (1); 25. Juan Fernandez (3); 26. Kerguelen (7); 27. Cadeia de ilhas da linha (1); 28. Macquarie (1); 29. Madeira (2); 30. Marion (1); 31. Marquesas (12); 32. Martin Vas (1); 33. Mascarene (1); 34. Ilhas Maurício (1); 35. McDonald (1); 36. Ilha de Peter (1); 37. Ilhas Pitcairn (6); 38. Príncipe Eduardo (1); 39. Reunião (1); 40. Revillagigedo (4); 41. Ilha Ross (1); 42. Samoa (4); 43. Selvagen (2); 44. Sociedade (10); 45. Santa Helena (1); 46. Svalbard (1); 47. Trinidade (1); 48. Tristão da Cunha (5); 49. Tuamotu (1). Retirado de Humphreys-Williams and Niu, 2009.

### Primeira parte

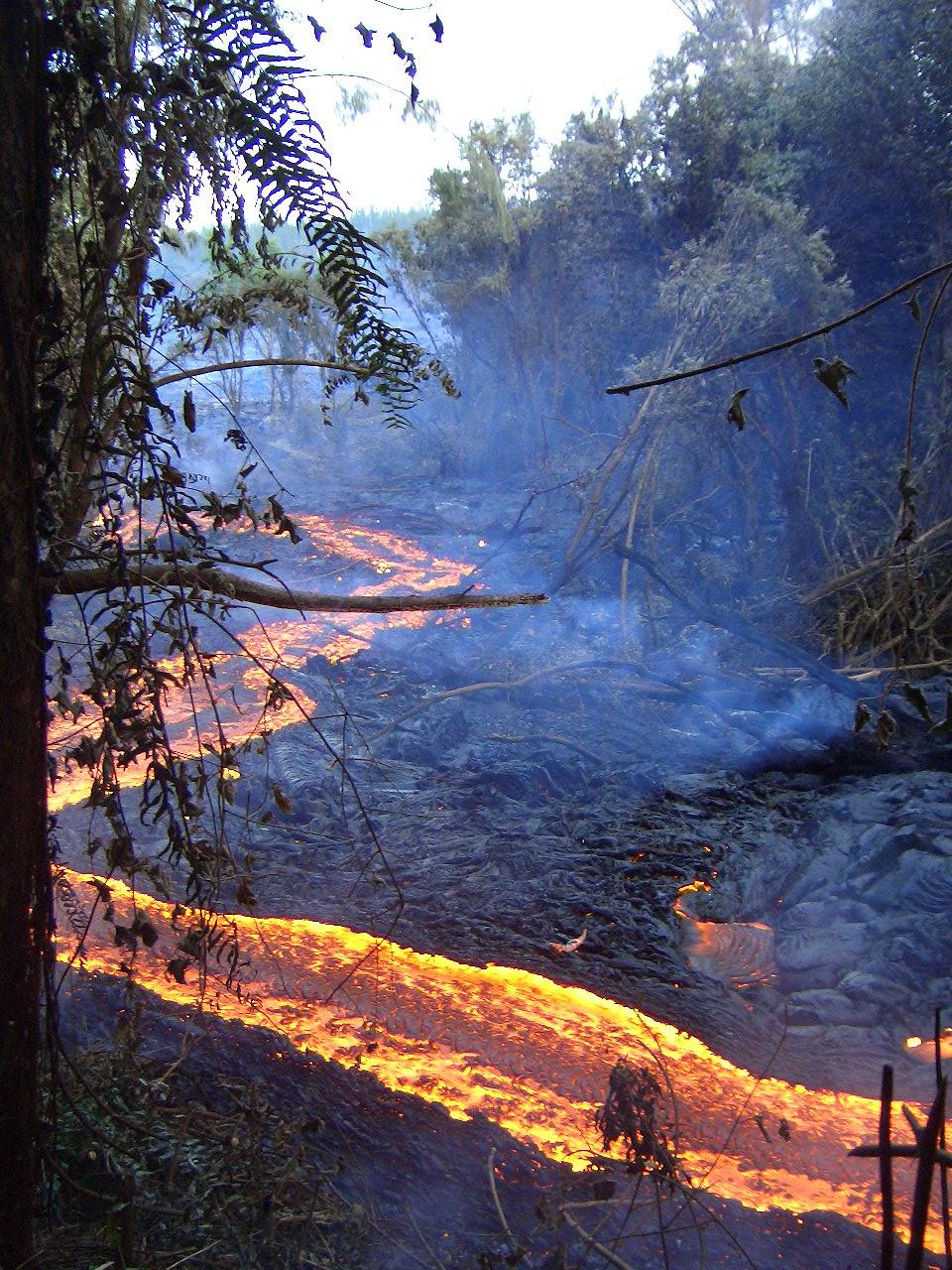